# Pölkenstraße 17 (Quedlinburg)

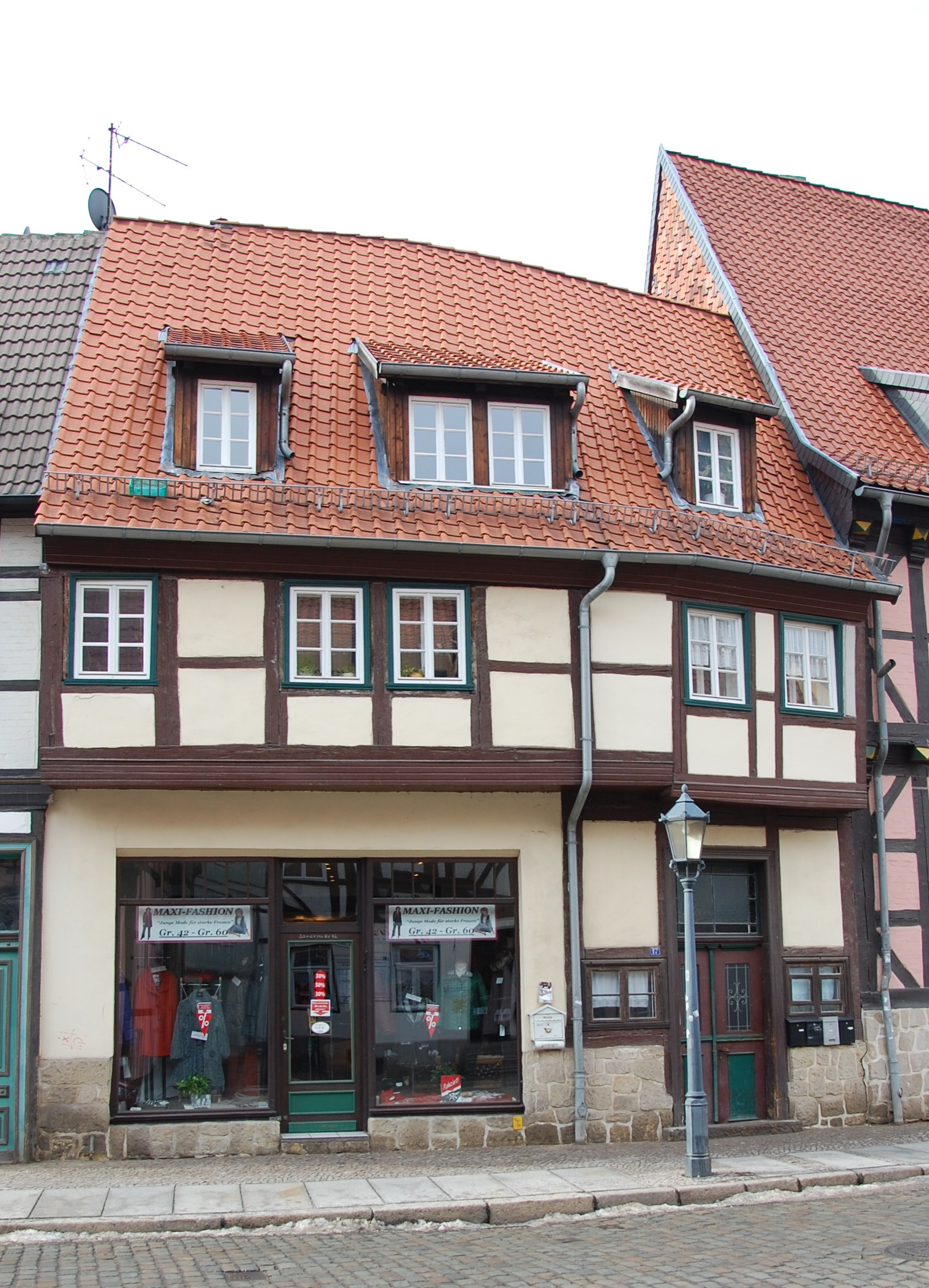
Haus Pölkenstraße 17

Das Haus Pölkenstraße 17 ist ein denkmalgeschütztes Gebäude in der Stadt Quedlinburg in Sachsen-Anhalt.

## Lage
Es befindet sich in der historischen Neustadt Quedlinburgs auf der Westseite der Pölkenstraße und am Südwestende des ehemaligen Marktes der Neustadt. Es gehört zum UNESCO-Weltkulturerbe. Im Quedlinburger Denkmalverzeichnis ist das Gebäude als Wohnhaus eingetragen.

## Architektur und Geschichte
Das zweigeschossige Fachwerkhaus stammt vermutlich aus dem 16. Jahrhundert. Auf diese Zeit geht wohl der größte Teil des Obergeschosses und der nördliche Teil des Erdgeschosses zurück. Das obere Stockwerk kragt deutlich vor. Die Fassade des Hauses folgt der hier abknickenden Straßenflucht. Das untere Geschoss wurde in der zweiten Hälfte des 19. Jahrhunderts umgebaut. Aus dieser Zeit ist auch eine Tür erhalten.